# Rattus villosissimus
Rattus villosissimus es una especie de roedor miomorfo de la familia Muridae.

## Distribución
Es endémico de Australia. 